# Michael Hansens Kollegium

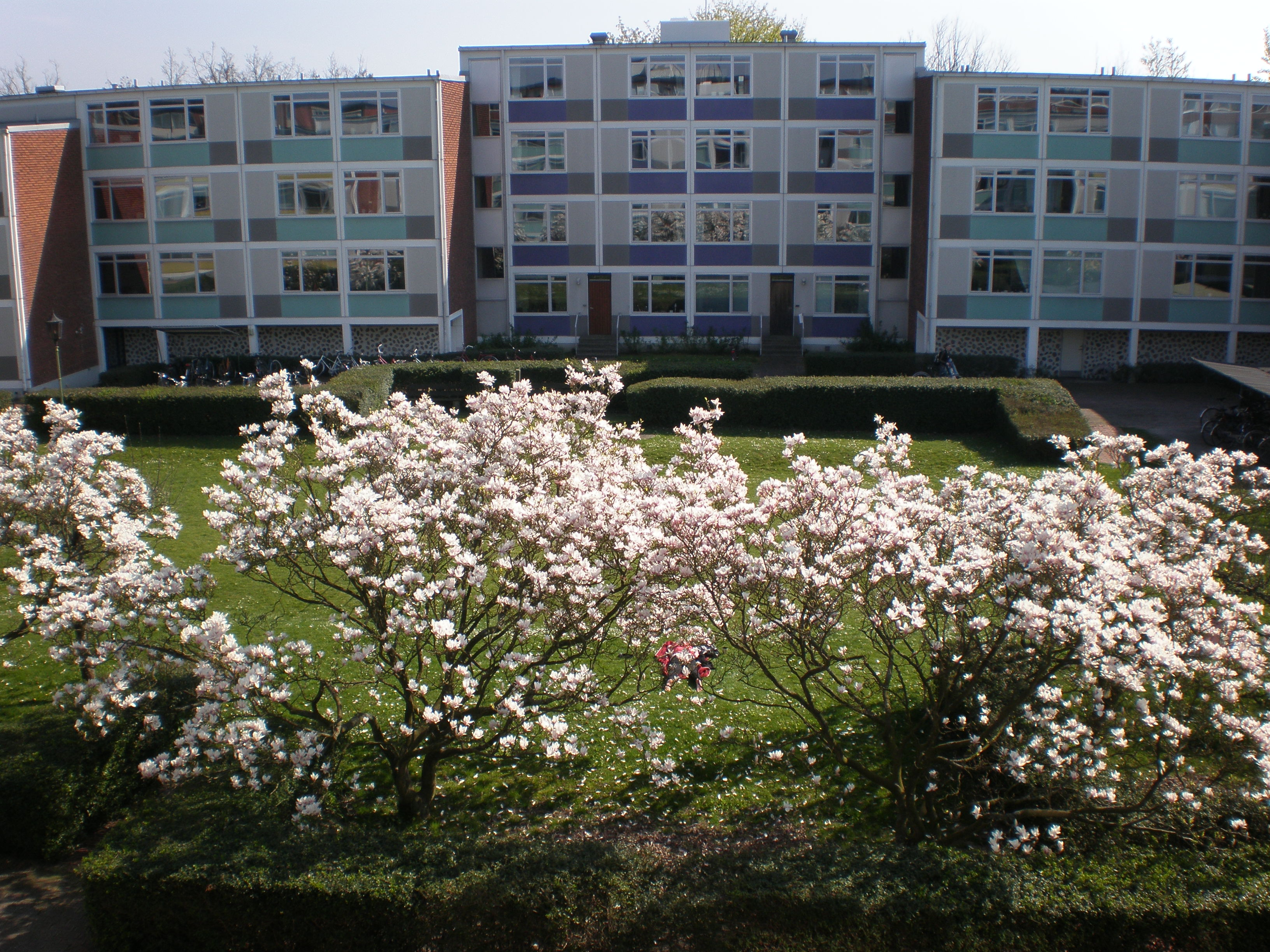
Innergården på våren.

Stiftelsen Michael Hansens Kollegium är ett studentboende i Lund med drygt tvåhundra bostäder. Större delen av boendet är rum i korridor, men stiftelsen hyr även ut ett mindre antal lägenheter på bottenplan. Studentbostadshuset är beläget på Dag Hammarskjölds väg 4 i stadsdelen Tuna och inte långt därifrån ligger universitetets ekonomicentrum och Lunds tekniska högskola. Byggnaden, som tillkom genom donation av förläggaren Michael Hansen, ritades av arkitekt Hans Westman och uppfördes i slutet av 1950-talet. Den består av tolv huskroppar, sammanbyggda så att de omsluter en gård med en öppen gräsyta, magnoliaträd och buskar. Stiftelsen bildades 1959. Stiftelsen delar ut stipendier till boende en gång om året. Stipendierna ger lägre hyra under ett års tid. 